# بربيت سوداء الصدر
بربيت سوداء الصدر (الاسم العلمي: Lybius  rolleti) (بالإنجليزية: Blackbreasted  Barbet)‏ هو طائر ينتمي إلى (فصيلة: Lybiidae).